# FCTC-Baureihe E-200
Die Baureihe E-200 der Ferrocarril Trasandino Chileno (FCTC) waren Meterspur-Elektrolokomotiven für den gemischten Adhäsions- und Zahnradbetrieb, die mit einer Gleichspannung von 3 kV arbeiteten.

## Geschichte
1910 wurde der chilenischen Teil der Ferrocarril Trasandino fertiggestellt, der Los Andes in Chile mit Las Cuevas in Argentinien verband. Im August 1924 wurde die Elektrifizierung des Streckenabschnittes Río Blanco–Las Cuevas mit 3 kV Gleichspannung beschlossen, der kommerzielle Betrieb wurde im Oktober 1927 mit drei Lokomotiven der Baureihe E-100 aufgenommen. Nach Erweiterung des elektrischen Betriebes bis nach Los Andes im Jahre 1953 waren zusätzliche Lokomotiven notwendig. Die Bahn bestellte 1957 bei der Schweizerischen Lokomotiv- und Maschinenfabrik (SLM) in Winterthur und bei Brown, Boveri & Cie. (BBC) in Baden, den gleichen Herstellern, die bereits die E-100 geliefert hatten, zwei weitere Lokomotiven.
Die als E-201 und 202 bezeichneten Lokomotiven wurden 1960 mit den Fabriknummern 4159 und 4160 gebaut und im selben Jahr auf der Bahnstrecke Chur–Arosa erprobt. Die Ablieferung erfolgte 1961. Sie wurden bis Ende der 1960er Jahre für den Reisezugverkehr eingesetzt, bis sie von Dieseltriebwagen abgelöst wurden, die von Schindler hergestellt wurden. Die gegenüber den E-100 viel leichteren Lokomotiven der Baureihe E-200 entgleisten oft bei Schneehöhen zwischen 30 und 40 cm, die für die schwereren E-100 kein Problem darstellten. Weiter wurde die außen angeordnete Schmierpumpe oft durch Steine beschädigt, die entlang des Gleises lagen.
Ab Ende der 1960er Jahre verkehrten die E-200 nur noch auf dem Abschnitt Río Blanco–Las Cuevas, während die restliche Strecke von Diesellokomotiven bedient wurde. 1984 wurde der Güterverkehr nach Argentinien eingestellt und die Fahrleitung 1986 auf dem Abschnitt Río Blanco–Las Cuevas abgebaut. Die Lokomotiven dienten noch einige Jahre der Unterstützung der Kupferkonzentrat-Züge bei schlechten Traktionsbedingungen zwischen Rio Blanca und Los Andes.

E-202 in Los Andes

Nachdem 1995 die Ferrocarril del Pacífico (Fepasa) die Kupferkonzentrat-Züge übernommen hatte, wurde die E-202 wieder in Betrieb genommen, bis 1997 die Empresa de los Ferrocarriles del Estado (EFE) die Fahrleitung auf dem Streckenabschnitt Los Andes–Rio Blanco abbauen ließ. Die Lokomotiven wurden abgestellt und 2005 zum historischen Denkmal erklärt.

## Technik
Die E-200 basierte auf der HGe 4/4 I der Schweizerischen Bundesbahnen (SBB), die auf der Brünigbahn eingesetzt wurde. Der selbsttragende Wagenkasten ruhte auf zwei Drehgestellen mit Einzelachsantrieb mit zwischen den Achsen des Adhäsionsantriebes angeordneten Triebzahnrädern. Die Lokomotiven verfügten über eine elektrische Nutzbremse und eine netzunabhängige Widerstandsbremse. Die Lokomotiven konnten auf der Bergfahrt in den Zahnstangenabschnitten 150 t schwere Züge befördern, bei Talfahrt 200 t schwere Züge. Sie waren mit einer Vielfachsteuerung ausgerüstet, sodass sie in Doppeltraktion verkehren konnten.